# Kriegerdenkmal in Rosenberg

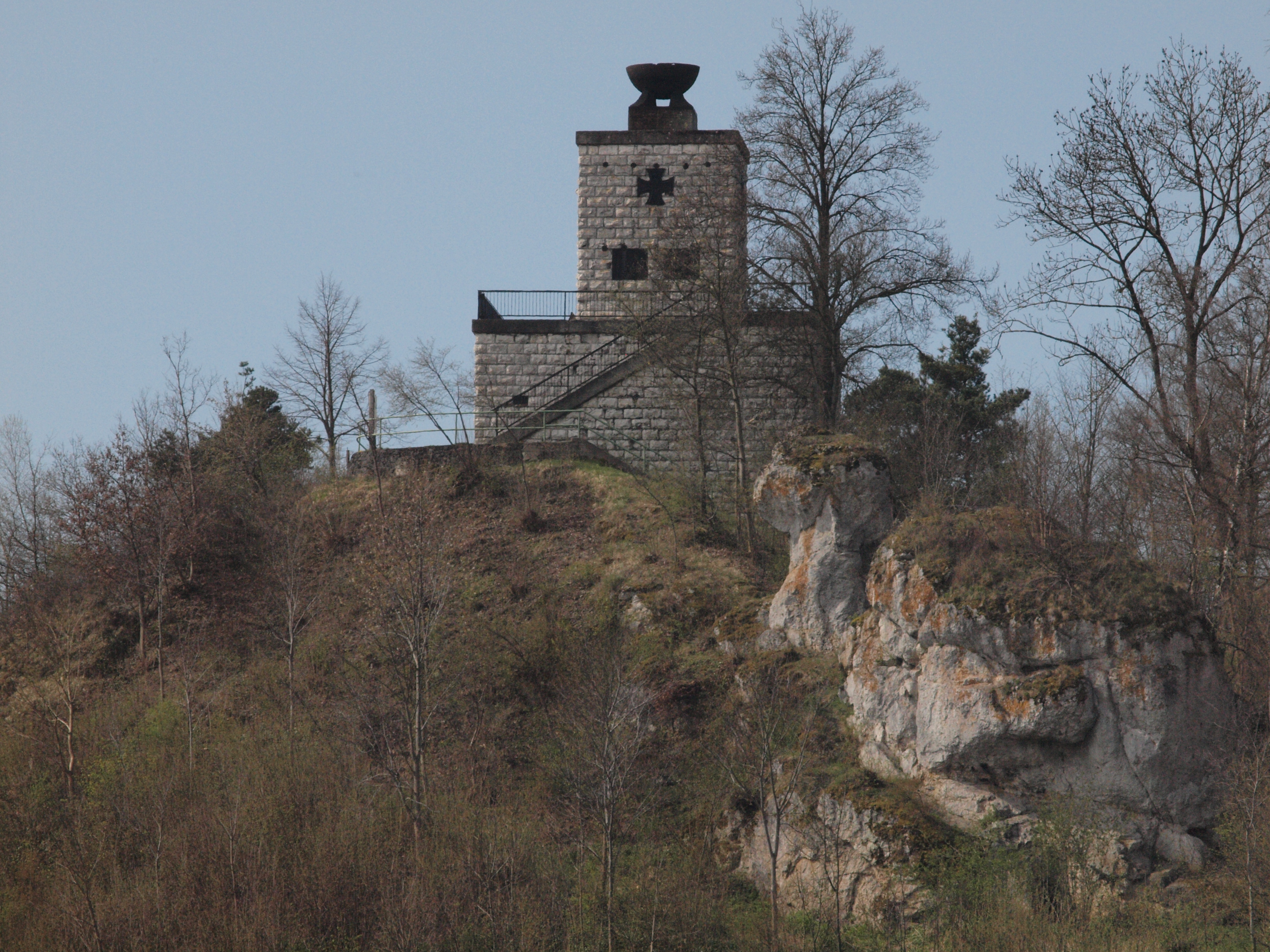
Kriegerdenkmal auf dem Schlossberg von Rosenberg

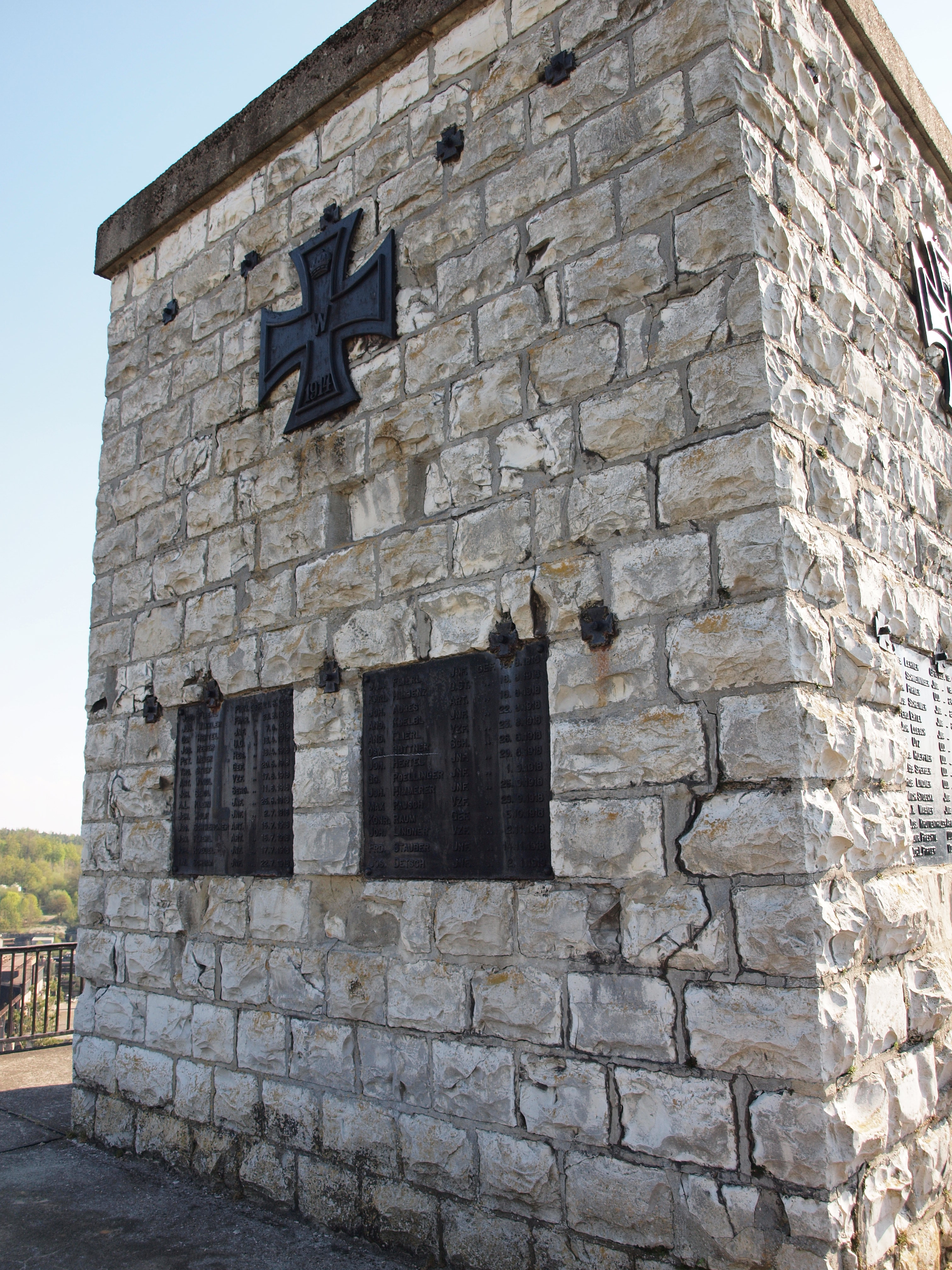
Seitenansicht des Kriegerdenkmals in Rosenberg

Das Kriegerdenkmal in Rosenberg befindet sich auf dem Rosenberger Schlossberg im Oberpfälzer Landkreis Amberg-Sulzbach von Bayern. Es wurde von Philipp Kittler und Hans Heckmann 1925–1929 für die Gefallenen des Ersten Weltkriegs in den streng-reduzierten Formen des Heimatstils errichtet.
Der Rest des Bergfrieds der Burg Rosenberg wurde in den Sockel des Kriegerdenkmals eingebaut. Es handelt sich um ein gestuftes, turmartiges Bauwerk aus bossiertem Dolomitmauerwerk. Es besteht aus zwei Teilen: einem großen Block von 10,5 m Seitenlänge und 7 m Höhe sowie einem kleineren Block mit 5 m Breite und 9 m Höhe. Dieser trägt auf jeder Seite zwei eherne Tafeln mit den Namen der 114 im Ersten Weltkrieg gefallenen Rosenberger Soldaten, darüber ist das Deutsche Kreuz angebracht. Gekrönt wird das Bauwerk von einer 6 t schweren gusseisernen Opferschale.
Bei der Sanierung 1962 wurde die ursprüngliche Brüstungsmauer durch ein Eisengeländer ersetzt.